# Mode de producció capitalista
El mode de producció capitalista és un dels modes de producció que Marx va definir com estadis de l'evolució de la història econòmica definits per un determinat nivell de desenvolupament de les forces productives i una forma particular de relacions de producció. És el següent al mode de producció feudal i, en la predicció del futur que implica les tesis marxistes, la seua lògica interna li conduirà a la seua desaparició i substitució per un mode de producció socialista.
Mentre que en la bibliografia no estrictament marxista el capitalisme sol definir-se com un sistema econòmic, per al materialisme històric, el capitalisme és un mode de producció.

## L'origen del terme
Aquesta construcció intel·lectual és originària del pensament de Karl Marx (Manifest Comunista, 1848, El Capital, 1867) i deriva de la síntesi i crítica de tres elements: l'economia clàssica anglesa (Adam Smith, David Ricardo i Thomas Malthus), la filosofia idealista alemanya (fonamentat la dialèctica hegeliana) i el moviment obrer de la primera meitat del segle xix (representat per autors que Marx qualificava de socialistes utòpics).

## Definició i caracterització
La definició marxista de la mode de producció capitalista se centra en l'establiment d'unes relacions de producció basades socialment en l'existència de proletaris desposseïts de tota mena de relació amb els mitjans de producció, que pertanyen al capitalista, amb el qual es veuen obligats a realitzar un contracte en aparença lliure, pel qual li venen la seua força de treball en canvi d'un salari. És el capitalista el qual organitza la producció, que en el seu aspecte tècnic està determinada per un nivell de desenvolupament econòmic propi de l'època industrial, que el cabal ha adquirit el predomini sobre la terra, que era la força productiva dominant en les maneres de producció anteriors (esclavisme i feudalisme). La clau de la concepció marxista del capitalisme està en els conceptes d'alienació (el fet que el procés i el producte del treball esdevenen aliens al treballador); i de plusvàlua, o siga, la part de la quantitat de treball incorporada pel treballador assalariat a fi de treball que excedeix en valor al pagat pel salari (teoria del valor-treball). En eixa diferència de valor estreba per a Marx el benefici econòmic del capitalista, ja que és aquest el qual realitza el valor del produït mitjançant la venda en el mercat, que genera un preu que ha de ser superior a el cost de producció si és que l'activitat econòmica ha estat reeixida.

### La situació del treballador
L'aparença lliure del contracte entre capitalista i treballador (que segons la teoria liberal hauria de ser individual i sense interferències de negociació col·lectiva de sindicats o legislació protectora de l'Estat) tot just emmascara la pressió a la qual està sotmès aquest per l'existència d'un exèrcit industrial de reserva, que és com Marx denomina als aturats que estan disposats a substituir-li. No és original de Marx, sinó de Ricardo i altres pensadors liberals (Ferdinand Lassalle), la idea que el funcionament lliure del mercat sotmet als salaris a una llei de bronze que impedeix que ascendisquen més enllà del límit de la subsistència. Els proletaris deuen cuidar ells mateixos de la reproducció de la força de treball.

### Les crisis capitalistes
La crítica marxista al capitalisme sosté que aquest mode de producció conté contradiccions inherents que provoquen les crisis cícliques. Karl Marx, en la seua obra El Capital, fonamenta aquesta opinió adduint que cada vegada és més difícil per al capitalista donar valor al seu capital. Les relacions de competència a les quals està subjecte el capitalista, obliguen a aquest a implementar de mode constant i creixent nova i millor maquinària per a incrementar la productivitat del treball i, d'aquesta forma, vendre les seues mercaderies a preu més baix que els seus competidors directes. D'aquesta mode, disminueix el component "treball viu" (la contractació de treballadors) donant lloc al que Marx denomina "exercite industrial de reserva" és a dir, una considerable part de la classe obrera que queda a l'espera d'un treball. Aquesta espera forçosa que imposa el capitalisme a la classe obrera, fa que aquest "exercite industrial de reserva" es convertisca, d'una banda, en una important massa de pobres i indigents, i, d'altra banda, en causa de la impossibilitat que el salari ascendisca ràpidament (a causa de l'excedent d'oferta de força de treball).